# Firmin Guichard
Firmin Jules Guichard, né le 19 novembre 1884 à Corps-Nuds, dans le diocèse de Rennes, et mort le 27 avril 1936 en Bretagne, est un missionnaire spiritain français qui fut vicaire apostolique de Brazzaville au Congo français.

## Biographie

### Formation

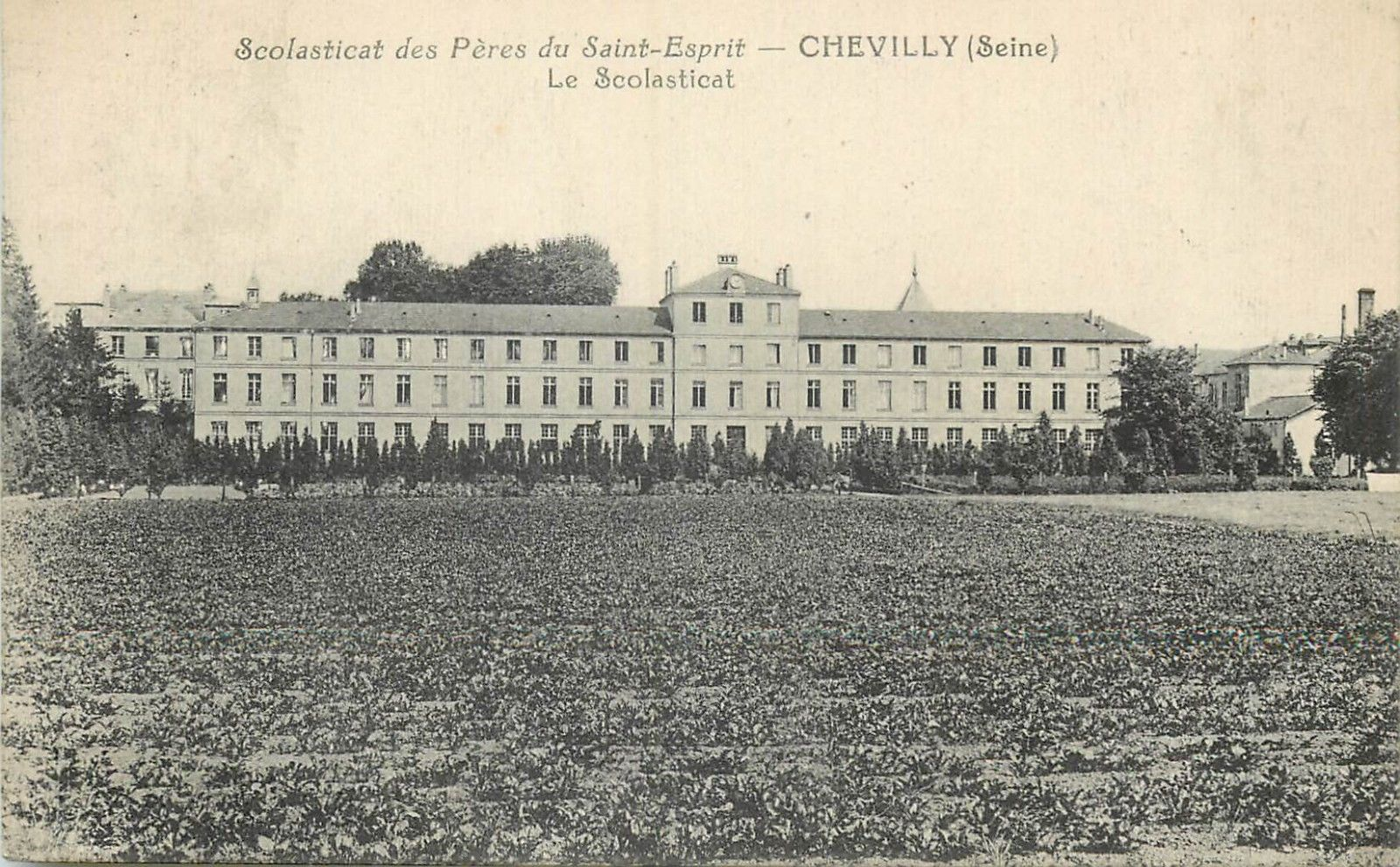
Scolasticat de Chevilly.

Firmin Guichard, né dans une famille profondément chrétienne, devient orphelin de père en 1895. Sa mère tient une petite épicerie pour faire vivre la famille. Il poursuit ses études secondaires au petit séminaire de Saint-Méen, puis fait sa philosophie et sa théologie au séminaire de Rennes. Il est admis en juin 1906 au séminaire de Chevilly-Larue de la congrégation du Saint-Esprit, où il fait sa rentrée le 29 septembre suivant. Il y fait sa profession en octobre 1908 et il est ordonné prêtre le 28 octobre 1910. Firmin Guichard est appelé en septembre 1911 à la mission du Congo français de Mgr Augouard.

### Prêtre missionnaire
Le jeune Père Guichard est affecté dans le nord de la mission, à la paroisse Saint-François de Boundji, et s'occupe d'une mission difficile. Mgr Augouard le rappelle à Brazzaville en 1915 pour devenir économe et vice-procureur. Il prononce ses vœux perpétuels le 27 août 1916. Après quelques mois de vacances en France, il est par la force des choses en 1920 l'infirmier de Mgr Augouard, tombé malade. Ce dernier rentre se soigner en France en août 1921, mais il meurt le 3 octobre suivant.

### Évêque
Il est nommé le 21 juin 1922 successeur de  Mgr Augouard et évêque titulaire  (in partibus) de Tadamata (de). Le nouveau vicaire apostolique de Brazzaville est sacré évêque en la cathédrale de Brazzaville, le 12 novembre 1922. Il s'attelle aussitôt à la tâche, c'est-à-dire structurer les villages autour de catéchistes, former des religieuses infirmières diplômées pour des centres de soins, ouvrir des écoles rurales et deux orphelinats. Il doit aussi lutter contre la polygamie et les mariages forcés, au sujet desquels il n'est pas rare que des fillettes de huit ans doivent habiter chez leur futur mari.
Pendant son épiscopat il doit aussi faire face aux réticences d'administrateurs coloniaux, à la concurrence des missions protestantes et aux agitations ngouzistes ou kibanguistes. Quatre stations importantes sont fondées : Kindamba (1924), Makoua (1933), Mindouli (1933) et Voka. Les fidèles passent de 18 000 à 52 000.
En octobre 1934, il doit retourner en France métropolitaine pour raison de santé. Il meurt d'une congestion cérébrale le 27 avril 1936, après avoir célébré la messe. Il n'avait que 51 ans. Mgr Paul Biéchy lui succède.
Mgr Guichard est enterré en l'église Saint-Maximilien-Kolbe de Corps-Nuds.

## Galerie

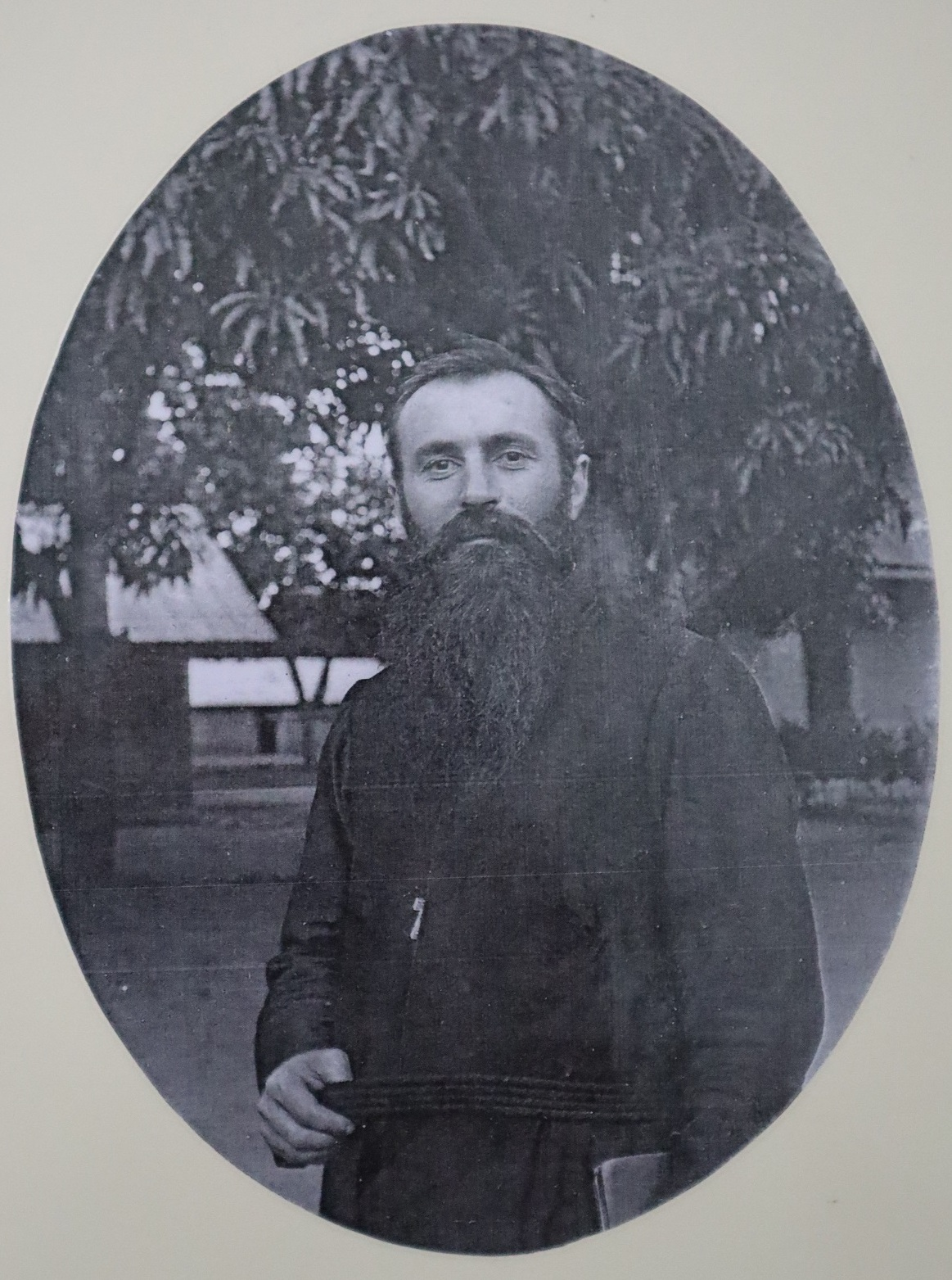
L'abbé Firmin Guichard.
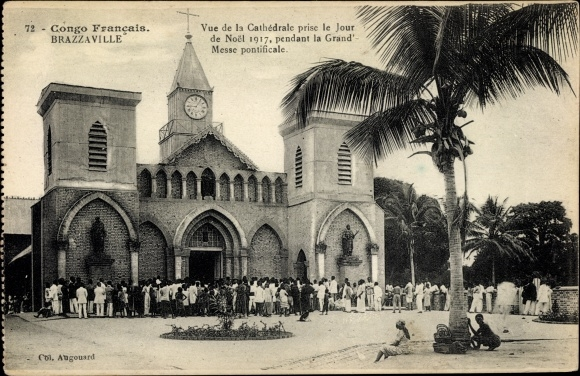
Cathédrale de Brazzaville.
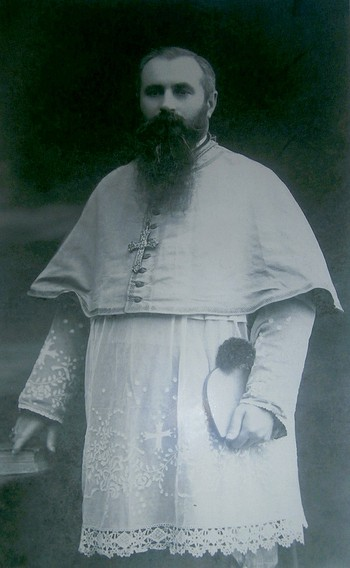
Mgr Firmin Guichard.
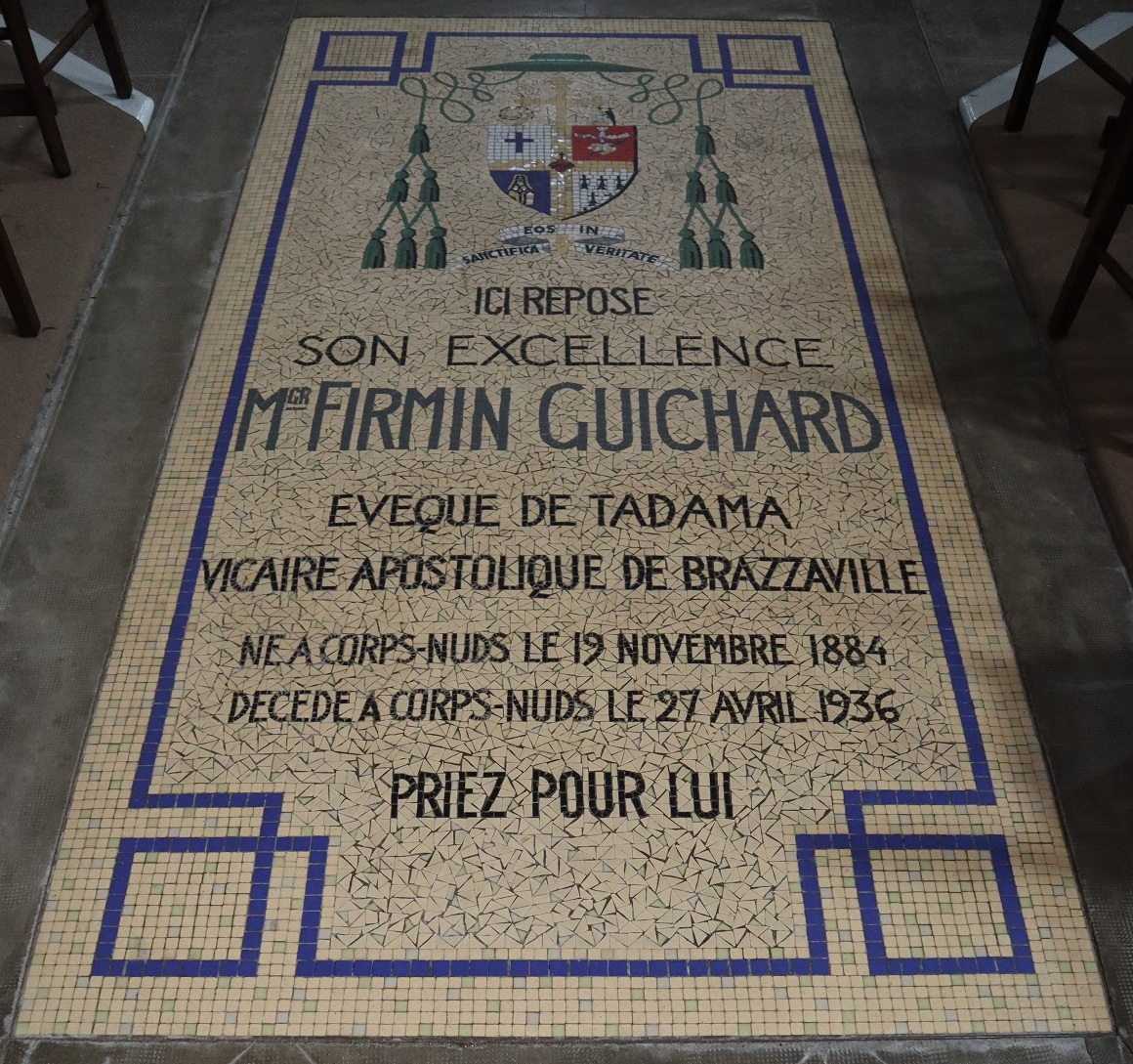
Tombe de Mgr Guichard en l'église de Corps-Nuds.